# Хорасанско-тюркский язык
Хораса́нско-тю́ркский язы́к (хор.-тюрк. خوراسان تورکجه‌سی Xorasan türkcəsi‎, перс. ترکی خراسانی‎ Turki-ye Xurâsâni) — язык хорасанских тюрков. Относится к огузской группе тюркских языков. Распространён в Иране, носители сконцентрированы на северо-востоке этой страны, называемом Хорасаном. Родной и основной язык хорасанских тюрков.
Входит в «Атлас языков мира, находящихся под угрозой исчезновения», в котором имеет статус «уязвимого языка», так как активно вытесняется персидским языком и испытывает влияние иранского варианта азербайджанского языка. Хорасанско-тюркский наиболее тесно связан с хорезмским диалектом узбекского и туркменским языком, близок к азербайджанским диалектам, на которых говорят в Иране.
В 1926 году Иванов считал, что хорасанско-тюркский язык следует рассматривать как идиом, отличный от азербайджанского и туркменского языков, позже была определена его независимость.
Хорасанско-тюркский язык был впервые классифицирован как отдельный диалект иранским азербайджанским лингвистом Джавадом Хейатом в книге «История тюркских диалектов» (перс. Tarikh-e zabān o lahcayā-ye Türki‎). По мнению некоторых лингвистов, его следует считать лингвистически промежуточным между азербайджанским и туркменским, хотя он достаточно различен, чтобы не считаться диалектом ни того, ни другого.
Является одним из диалектов или малых языков восточной ветви огузской группы тюркских языков. Имеет три основных диалекта или говора: северно-кучанский (нишапури), южно-кучанский (ширвани) и западно-кучанский (боджнурди).
С 2017 года существует тестовый раздел Википедии на хорасанско-тюркском языке.

## Численность носителей и распространение

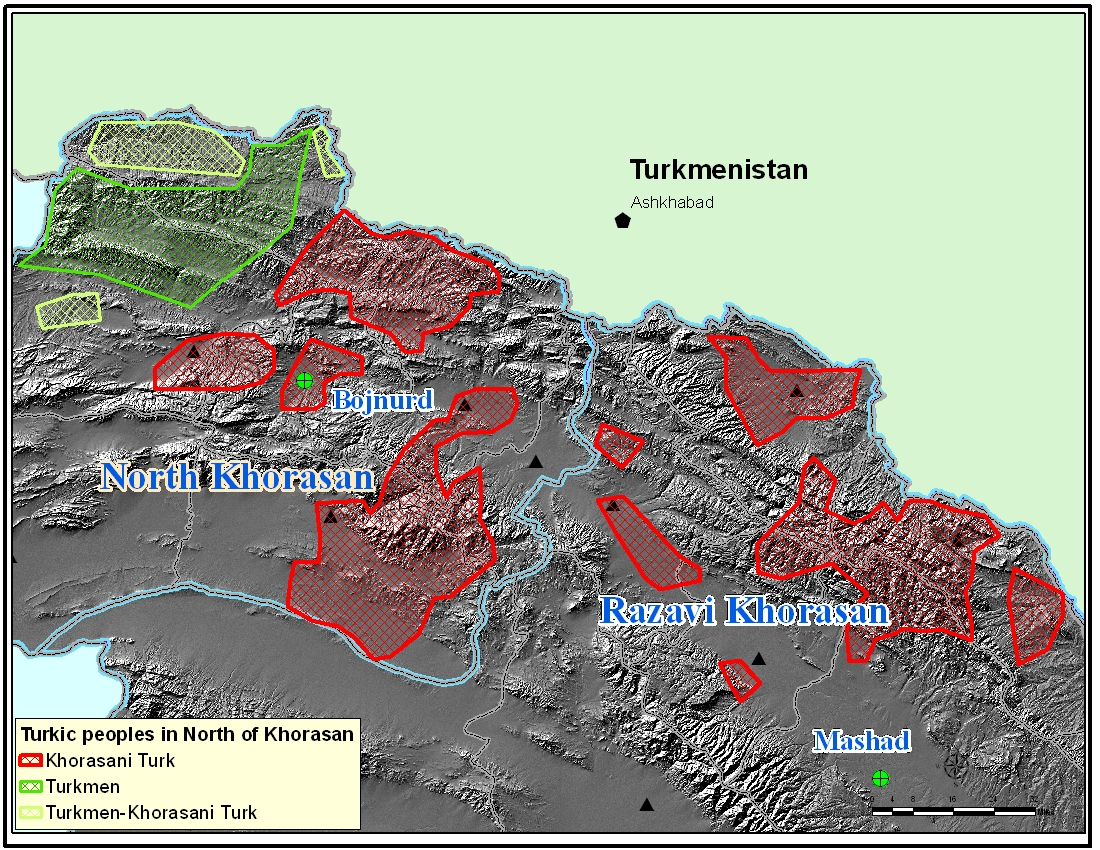
Носители хорасанско-тюркского (красный цвет) в Северном Хорасане

Нет точных данных о численности носителей хорасанско-тюркского. По данным Ethnologue, по состоянию на 2014 год, примерное количество носителей хорасанско-тюркского составляло 886 тысяч человек. По некоторым публикациям, которые датируются в самом конце прошлого века, количество носителей хорасанско-тюркского составляло от 400 тысяч до одного миллиона человек. Практически все носители хорасанско-тюркского языка проживают на северо-востоке Ирана, в историко-географическом регионе Хорасан, который ныне разделён на три остана (провинции): Хорасан-Резави, Северный Хорасан и Южный Хорасан. Именно в этих трёх останах проживает бо́льшая часть носителей хорасанско-тюркского. Больше всего они сконцентрированы в городах и шахрестанах Боджнурд, Нишапур, Сабзевар, Кучан, Ширван, Деррегез, Джагатай, Сафиабад, Джовейн, Рамиан, Минудашт и Азадшахр, а также в сельской местности. Также, небольшие группы носителей распространены в соседних останах, таких как Голестан и Семнан, а также в крупных городах остальной части Ирана, например в столице — в Тегеране. Носители хорасанско-тюркского проживают как в крупных городах, например в Мешхеде — неофициальной столице Хорасана, так и в сельской местности, составляя немалую часть сельского и крестьянского населения региона.
В языке 9 гласных и 24 согласные фонемы. Словообразованию свойственен сингармонизм. Имеется 7 падежей (форма -nan/-næn, выделенная в творительный падеж, соответствует формуле «имя сущ. + послелог ile/ilæ(n)» в других огузских языках). Глаголы изменяются по лицам, числам, временам, залогам и видам.

## Морфология

### Существительное

#### Множественное число
Множественное число выражается существительными суффиксами /- lar/, который имеет две формы: /- lar/ и / — lær/ в зависимости от гласной гармонии. Множественное число / ɑ / никогда не округляется, даже если оно следует вместе с / u / или / i /.

#### Склонение
Существительные имеют ряд падежных окончаний, которые изменяются на основе гласной гармонии и следуют как после гласной, так и после согласной:
| Существительное | После гласных | После согласных |
| --------------- | ------------- | --------------- |
| Именительный    | Нет окончания | Нет окончания   |
| Родительный     | niŋ/nin       | iŋ/in           |
| Дательный       | ja/jæ         | a/æ             |
| Винительный     | ni/nɯ         | i/ɯ             |
| Местный         | da/dæ         | da/dæ           |
| Исходный        | dan/dæn       | dan/dæn         |
| Творительный    | nan/næn       | nan/næn         |

### Местоимения
Имеет шесть личных местоимений. Иногда личные местоимения принимают разные падежные окончания от обычных существительных.
|                  | Единственное число | Множественное число |
| ---------------- | ------------------ | ------------------- |
| От первого лица  | mæn                | bɯz                 |
| От второго лица  | sæn                | siz                 |
| От третьего лица | o                  | olar                |

### Глаголы
Глаголы отклоняются для времени, аспекта, настроения, лица и числа. Инфинитивная форма глагола заканчивается на / — max /.

## Пример языка
| Перевод на русский язык                                              | МФА                                                                      | Версия на латинском алфавите                                           | Оригинальная версия на арабо-персидской письменности                 |
| -------------------------------------------------------------------- | ------------------------------------------------------------------------ | ---------------------------------------------------------------------- | -------------------------------------------------------------------- |
| Таким образом, был один падишах Зияд.                                | ɑl ɣəssa bir ziyæːd pæːdiʃæːhiː bæːɾɨdɨ                                  | Al ğässa bir Ziüäd pädişähi bärıdı                                     | .ال غسا بیر زیود پدیشهی بـهریدی                                      |
| Всемогущий Бог не дарил ему сына.                                    | xodɒːʷændi æːlæm ona hit͡ʃ ɔɣul ataː elæmɑmiʃdi                           | Xodavändi äläm ona hiç oğul ata elämamişdi.                            | .خوداوندی آلم اونا هیچ اوغول اتا ایلهمامیشدی                         |
| Потом сказал визирю: «Эй визирь, у меня нет сына. Что мне сделать?». | bæːdæn vaziːɾæ dədi, ej vaziːɾ, mændæ ki ɔɣul joxdɨ, mæn næ t͡ʃaːɾæ eylem | Bädän vazirä dädi: «Ey vazir, mändä ki oğul yoxdı. Män nä çarä eylem?» | بدن وازیره دهدی: «ای وازیر, منده کی اوغول یوخدی. من نه چاره ایولیم»؟ |
| Визирь сказал: «Всемогущий падишах, что ты можешь делать с этим».    | vaziːɾ dədi, pɒːdiʃaː-i ɢɨblæ-ji ɒːlæm, sæn bu mɒːlɨ-æmwɒːlɨ næjlijæsæn  | Vazir dädi: «Padişai qıbläyi aläm, sän bu malıämvalı näyliyäsän?»      | وازیر دهدی: «پادیشای قیبلنهیی آلم, سن بو مالیموالی نیلیسن»؟          |